# Casa Joseph Campau
La Casa Joseph Campau es una residencia privada ubicada en 2910 East Jefferson Avenue de la ciudad de Detroit, la más importante del estado de Míchigan (Estados Unidos). Fue incluida en el Registro Nacional de Lugares Históricos en 1985. La casa se utiliza actualmente como despacho de abogados.

## Descripción
La Casa Joseph Campau es una casa de dos pisos con una fachada simétrica de tres tramos; el exterior tiene un revestimiento de tablero al ras en el frente y tablillas en los otros tres lados. Un porche, construido en el siglo XX, se extiende al frente. El exterior es sencillo, con una ventana del segundo piso a dos aguas en el gablete de la ventana y un entablamento liso debajo de los aleros como únicas decoraciones.

## Importancia
La casa es una de las residencias más antiguas de Detroit. Aunque nunca vivió en esta casa, fue construida en un terreno que originalmente formaba parte de la finca Joseph Campau, una gran extensión de tierra otorgada al abuelo de Joseph Campau en 1734. Joseph Campau fue uno de los principales ciudadanos y terratenientes más ricos de Detroit en los albores del siglo XIX.